# Plurella
Plurella is een geslacht uit de familie Plurellidae en de orde Phlebobranchia uit de klasse der zakpijpen (Ascidiacea).

## Soorten
- Plurella colini Monniot F. & Monniot C., 2004
- Plurella elongata Kott, 1973
- Plurella kottae Monniot F. & Monniot C., 1996
- Plurella melanesiae Monniot F. & Monniot C., 2000
- Plurella monogyna Monniot F. & Monniot C., 2000
- Plurella testacea Monniot F. & Monniot C., 2000

Niet geaccepteerde soort:
- Plurella marquesana Monniot F. & Monniot C., 2000 → Phallusia polytrema (Herdman, 1906)